# よだれ鶏
よだれ鶏（よだれどり、涎鶏、簡体字: 口水鸡; 繁体字: 口水雞; 拼音: kǒushuǐjī）は、四川料理の1つで、類似料理の棒棒鶏とは切り方が異なる。日本でも漢字表記で口水鶏（コウシュイジー）とすることもある。「よだれが出てしまうほど美味い鶏肉料理」の意である。

## 概要
中華風の蒸し鶏「白切鶏」の上にラー油を多量にかけ、醤油、塩、花椒などのスパイスで味つけをした冷菜である。
郭沫若が著作『賟波曲』において少年時代に四川省楽山市で食べた白切鶏を思い起こし、茹でた白い鶏肉に赤いラー油を思い浮かべるだけで涎が出ると表現したことに由来する。四川では白切鶏とは鶏を刻み、調味料を和える料理全般であり、よだれ鶏も白切鶏と呼ばれることもある。
また、酸味、辛味（麻味、辣味）が効いたソースをからめて食べると、涎があふれ出てくることから命名されたという説もある。
同じ四川料理の棒棒鶏は類似料理であり、よだれ鶏とは切り方が異なるだけである。棒棒鶏は丸茹でした鶏を切る際に棒で叩いてから包丁で切る。これには異論もあり、よだれ鶏と棒棒鶏の違いについては、四川料理好きの間でもよく議論になっている。なお、ここで言う棒棒鶏は日本でよく知られるゴマだれ味のものではない。

## 関連項目

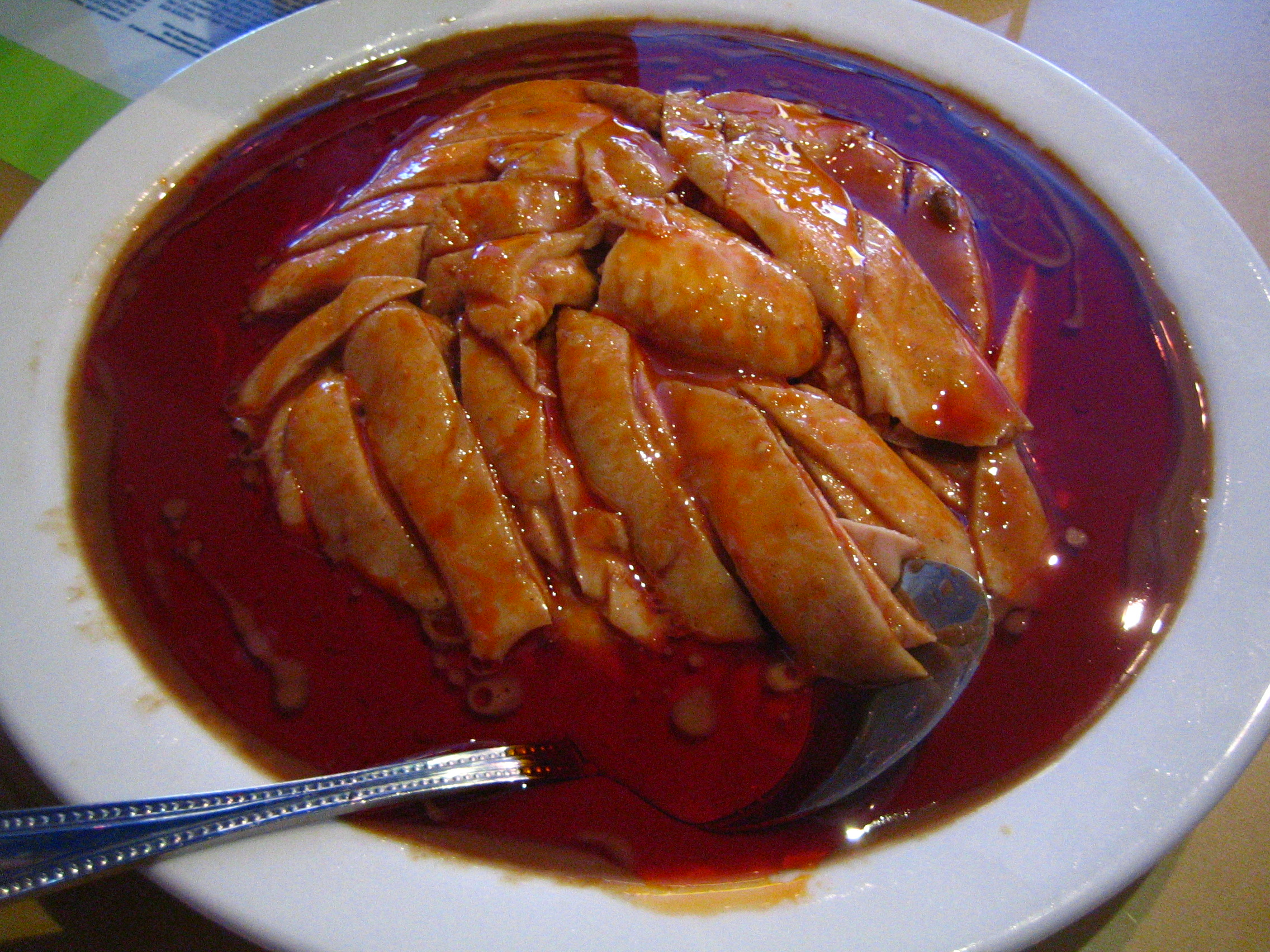
中国の棒棒鶏